# Yeniköy, Bozdoğan
Yeniköy là một xã thuộc huyện Bozdoğan, tỉnh Aydın, Thổ Nhĩ Kỳ. Dân số thời điểm năm 2010 là 193 người.